# هاوپاپا / یخچال تاسمان
هاوپاپا / یخچال تاسمان (به لاتین: Haupapa / Tasman Glacier) یک یخچال طبیعی در نیوزیلند است که در کنتربری، نیوزیلند واقع شده‌است.